# Guy Counhaye
Guy Counhaye, né le 16 avril 1946 à Verviers (province de Liège), est un dessinateur et scénariste belge francophone de bande dessinée, principalement connu pour les séries Professeur Stratus et Les Voyages de l'Héloïse ainsi qu'un artiste peintre.

## Biographie
Guy Counhaye naît le 16 avril 1946 à Verviers.
Il aborde la bande dessinée avec la parution de quelques court récits dans Spirou. Dès 1973, sur un scénario de Raoul Cauvin, il anime Les Naufragés de l'espace dans le même hebdomadaire. Puis, il anime seul la série Bobul et Schnouf et il lance la série Géo et Tafta dont le récit Le Pays de Guelem connaît une publication en album dans la collection « Carte Blanche » aux éditions Dupuis en 1983. Pour les éditions liégeoises H. Dessain, il publie Gorr, le loup, et autres récits fantastiques d'après Marcellin La Garde en 1986 et Bobul et Schnouf dont la mise en couleur est assurée par Jeanine Rahir en 1987. Il lance dans Hello Bédé en 1989 la série fantastique Professeur Stratus qui compte quatre albums aux éditions Le Lombard (1990-2003). Il réalise également deux livres de la série Les Voyages de l'Héloïse pour le même éditeur en 1999 et 2001.
Guy Counhaye écrit aussi diverses histoires pour enfants, illustrées par Jean Lequeu et son épouse Marie-José Sacré.
En outre, il est un peintre expressionniste.

## Œuvres publiées

### Albums
- Géo et Tafta (dessinateur et scénariste), Dupuis :

1. Le Pays de Guelem, (coll. « Carte Blanche » no 6), 1983  (ISBN 2-8001-0983-1).

- Gorr, le loup, et autres récits fantastiques d'après Marcellin La Garde, H. Dessain, coll. « Légendes », Liège, 1986
Scénario et dessin : Guy Counhaye - Couleurs :  Jean Lequeu -  (ISBN 2-502-00150-1) — adaptation de Marcellin La Garde.
- Bobul et Schnouf[7] (dessinateur), couleurs de Jeanine Rahir, Liège, éditions H. Dessain, 1987 (ISBN 2-502-00180-1) édité erroné (OCLC 1400563767).

#### Professeur Stratus
- 1. Le Tombeau des neiges, Le Lombard, Bruxelles, juin 1990
Scénario et dessin : Guy Counhaye - Couleurs : Jean Lequeu -  (ISBN 2-8036-0887-1)
- 2. La Forteresse amphibie, Le Lombard, Bruxelles, mars 1993
Scénario et dessin : Guy Counhaye - Couleurs : Étienne Costa -  (ISBN 2-8036-1010-8)
- 3. Les Démons de Roquebrou[8], Le Lombard, Bruxelles, octobre 1996
Scénario et dessin : Guy Counhaye - Couleurs : Étienne Costa -  (ISBN 2-8036-1217-8)
- 4. Le Monstre des mers[5],[9], Le Lombard, Bruxelles, août 2003
Scénario et dessin : Guy Counhaye - Couleurs : Luce Leclercq -  (ISBN 2-8036-1884-2)

#### Les Voyages de l'Héloïse
1. Mer calme Temps variable (dessinateur et scénariste), couleurs de Luce Leclercq, Le Lombard, 1999  (ISBN 2803613409).
2. 100 millions d'années trop loin[10], 2001  (ISBN 2803616483).

### Collectifs
- Pétition - À la recherche d'Oesterheld et de tant d'autres[11],[12] !, Amnesty International, Bruxelles, 1986
Scénario : collectif - Dessin : collectif dont Guy Counhaye - Couleurs : noir et blanc
- Animaux a(d)mis[13], Alliance européenne, Tilff, janvier 1990
Scénario : collectif - Dessin : collectif dont Guy Counhaye -  (ISBN 2-87364-000-6)
- Flash Back[14], Comic! Events, août 1995
Scénario : collectif - Dessin : collectif dont Guy Counhaye - Couleurs : noir et blanc,Ce Flash Back a été réalisé en collaboration avec Bédéciné Illzach et édité à l'occasion du 10e festival BD Coxyde (15 juillet au 6 août 1995) à 1 500 exemplaires numérotés à la main. Rares textes et titres des séries en deux langues : français et flamand. D/1995/6941/06. Format à l'italienne.

### Livres pour enfants
- Victor, l'hippopotame volant (textes), illustrations de Marie-José Sacré, coll. « Contes de la forêt », éditions Cerf, 1981.
- Pépé, loup de mer (textes), illustrations de Marie-José Sacré, Paris, coll. « Funambule », éditions Casterman, 1981  (ISBN 9782203109209).
- Alphonse, le cochon parfumé (textes), illustrations de Marie-José Sacré, éditions Dupuis, 1984.
- Balthazar, le lion sans dent (textes), illustrations de Marie-José Sacré, Dupuis, coll. « Les Animaux farfelus », 1984.
- Les Somnambules (textes), illustrations de Marie-José Sacré, éditions Gakken, 1984.
- Où est passée la cloche ? (textes), illustrations de Marie-José Sacré, Éditions Averbode, 1994.
- Plum et Tirebouchon (textes), illustrations de Marie-José Sacré, Averbode, 1996.
- Albin, le Géant (textes), illustrations de Jean Lequeu, Gakken, 1996.
- Les Rats T (textes), illustrations de Marie-José Sacré, éditions Mijade, 1996.
- Gros loup[15] (textes), illustrations de Marie-José Sacré, Mijade, 1998  (ISBN 9782871421573).
- L'Ours frileux[16] (textes), illustrations de Marie-José Sacré, coll. « Petits Duculot », Casterman, 2003  (ISBN 9782203525092).
- La Souris musclée (textes), illustrations de Marie-José Sacré, Gakken.

### Illustration
- Le Verbouc de Franchimont, Albert Moxhet, traduction wallonne de Pol Noël, illustrations de Guy Counhaye, préface de Renaud Gillard, Verviers, éditions L’Île Ouverte, 1989 (OCLC 1009856184).

### Expositions collectives
- Exposition Hommage à Jijé avec la couverture de Jean Valhardi – Le Secret de Neptune à la Maison de la Bande Dessinée du 10 novembre 2010 au 8 avril 2011[17].

### Collections publiques
9 œuvres de cet artiste sont conservées au Centre belge de la bande dessinée et font partie du patrimoine mobilier de la région Bruxelles-Capitale.

#### Livres
: document utilisé comme source pour la rédaction de cet article.
- Henri Filippini, « Counhaye, Guy », dans Dictionnaire de la bande dessinée, Paris, Bordas, 1989, 731 p., ill. ; 27 cm (ISBN 2-04-018455-4, OCLC 1244909550, BNF 35065653, présentation en ligne), p. 605.
- Jean-Louis Lechat, Un demi-siècle d’aventures t. 2 : 1970 - 1996, Bruxelles, Le Lombard, 5 décembre 1996, 224 p., ill. ; 31 cm (ISBN 280361233X, OCLC 37995939, BNF 37539082, présentation en ligne), p. 143, 158, 200. .
- Jean Pirotte (dir.) et Luc Courtois, Du régional à l'universel. : L'imaginaire wallon dans la bande dessinée., Louvain-la-Neuve, Fondation wallonne Pierre-Marie et Jean-François Humblet, 1999, 310 p. (ISBN 978-2-9600072-3-7 et 2960007239, OCLC 1075833932), p. 213 lire sur Google Livres
- Jacques Fiérain, « Counhaye, Guy », dans La BD dans les provinces de Liège, Namur et Luxembourg, Charleroi, Éd. l'Âge d'or, 2004, 112 p., ill. ; 31 cm (ISBN 9782960019698, OCLC 470388297, présentation en ligne), p. 23. .
- Philippe Mellot, Michel Denni, Laurent Turpin et Isabelle Morzadec, Trésors de la bande dessinée : BDM 2022-2023 - Catalogue encyclopédique et Argus, Paris, Les Arènes, novembre 2022, 23e éd., 1677 p., ill. ; 23 cm (ISBN 9791037507280, OCLC 1351462460, présentation en ligne), p. 195, 540, 885, 1452. .

#### Périodiques
- Guy Counhaye (interviewé par François Le Bescond), « Les invités : Guy Counhaye : "ma bibliographie tiendrait à l'aise au dos d'un ticket de métro !" », La Lettre - L'officiel de la bande dessinée, Dargaud, no 32,‎ novembre - décembre 1996, p. 16-17.

#### Articles
- Catherine Henry, « Guy Counhaye - Scénariste-Dessinateur - Né le 16/04/46 - (Belge) - Pays de résidence : Belgique », BDParadisio,‎ 2004 (lire en ligne, consulté le 6 octobre 2023).

#### Podcast
- Spin Eclectrique 17 Guy Counhaye sur Mixcloud, (27 min 11 s).